# Cristina Iglesias

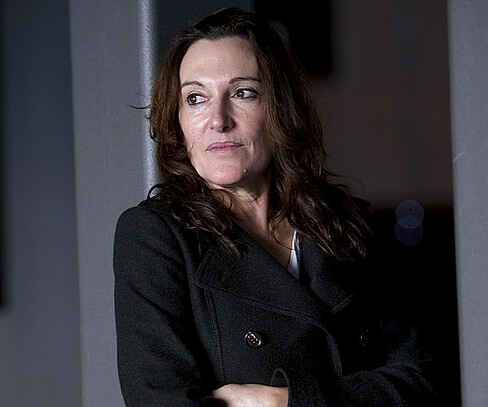
Cristina Iglesias

Cristina Iglesias Fernández Berridi (* 8. November 1956 in San Sebastián, Baskenland) ist eine spanische Installationskünstlerin und Bildhauerin, die in Torrelodones, Madrid, lebt und arbeitet. Iglesias war im Jahr 2011 die erste spanische Frau, die zu einer Ausstellung ihrer Arbeiten beim Folkestone Triennial eingeladen wurde. Sie ist die Schwester des für den Academy-Award-nominierten Filmkomponisten Alberto Iglesias.

## Leben und Ausbildung
Iglesias wurde am 8. November 1956 in San Sebastián (Baskenland) geboren. 1976 begann sie ein Studium der Chemie an der Universität des Baskenlandes, brach es aber 1978 ab, um sich in Barcelona mit keramischem Kunsthandwerk und Zeichnen zu befassen. 1980 zog sie nach London, um Skulptur am Chelsea College of Art and Design zu studieren. Ihr Aufenthalt in der Britischen Hauptstadt bestimmte ihre Zukunft als Künstlerin, die sie sich wünschte, nämlich vor allem in Raum und Kontext zu arbeiten. In London traf sie ihren späteren Ehemann Juan Muñoz und andere Künstler wie z. B. Anish Kapoor. Juan Muñoz starb 2001; das Ehepaar hatte einen Sohn und eine Tochter. 1988 erhielt sie ein Fulbright-Stipendium für ein Studium am Pratt Institute in New York. 1995 erhielt Iglesias eine Professur an der Akademie der Bildenden Künste in München, die sie bis 1999 ausübte.

## Arbeitsstil
Cristina Iglesias arbeitet mit vielen Materialien, einschließlich Stahl, Wasser, Glas, Bronze, Bambus, Stroh. Manche Werke enthalten Abgüsse von Pflanzenteilen in Kunstharz und werden so zu einem fiktiven Abbild der Natur. „Cristina Iglesias' Werke brechen mit dem Begriff der Skulptur als freistehender Figur oder festem plastischen Gegenstand, denn sie lehnt ihre Bauten an den architektonischen Raum oder an die Naturumgebung an, setzt an die Stelle des geschlossenen Raums die Passage und bringt fiktive Ebenen und flüssige Elemente darin ein.“ Zuerst notiert sie den Grundgedanken eines Werks in Skizzen, Photos und Modellen. „Das ist mein Gedanken-Labor. Ich konstruiere Szenarien, die sukzessive transformiert werden können, so dass ein Raum aus dem anderen hervorgehen kann.“

## Preise
Iglesias erhielt 1999 den Spanischen Premio nacional de Artes Plásticas (Staatspreis für Skulptur), 2006 den Premio de Cultura de la Comunidad de Madrid, 2012 den Großen Kunstpreis Berlin, 2013 den Premio Tomás Francisco Prieto, 2015 die Medalla de Oro al Mérito en las Bellas Artes des Ministerio de Cultura y Deportes, 2016 den Tambor de Oro de San Sebastián, 2019 den Premio Nacional de Arte Gráfico der Royal Academy of Fine Arts of San Fernando, 2020 den Royal Academy Architecture Prize.

## Ausstellungen

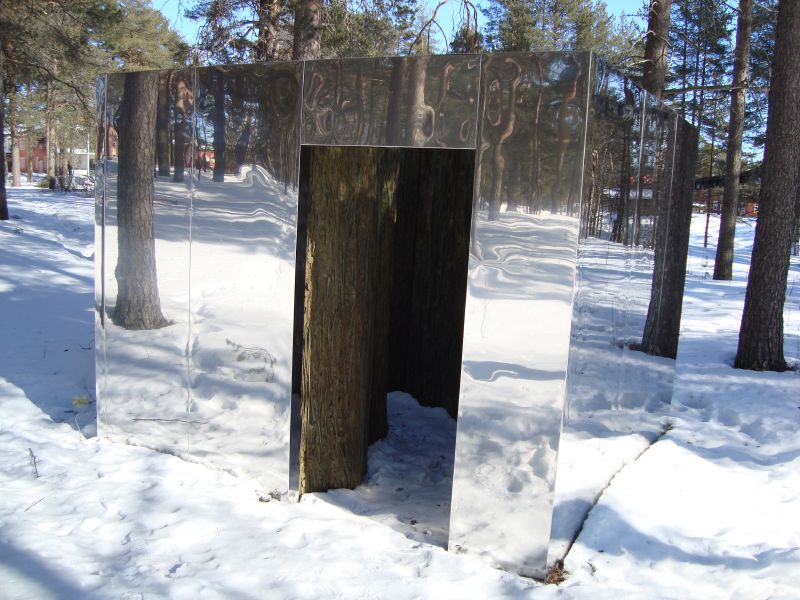
Umeå Skulpturenpark / Schweden mit 13 Resin and Bronze Powder Panels (2000)

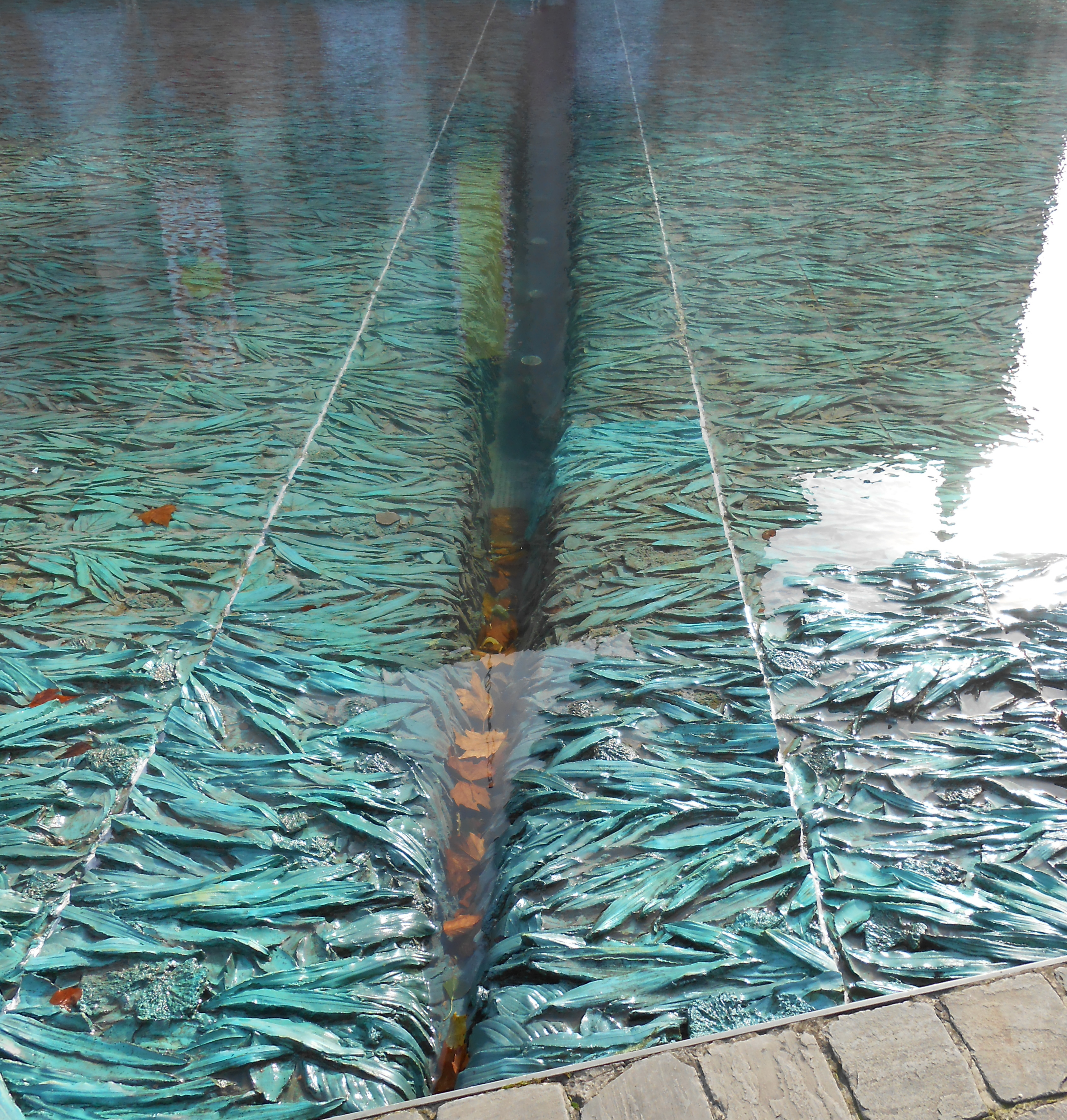
Deep Fountain, Antwerpen 2009

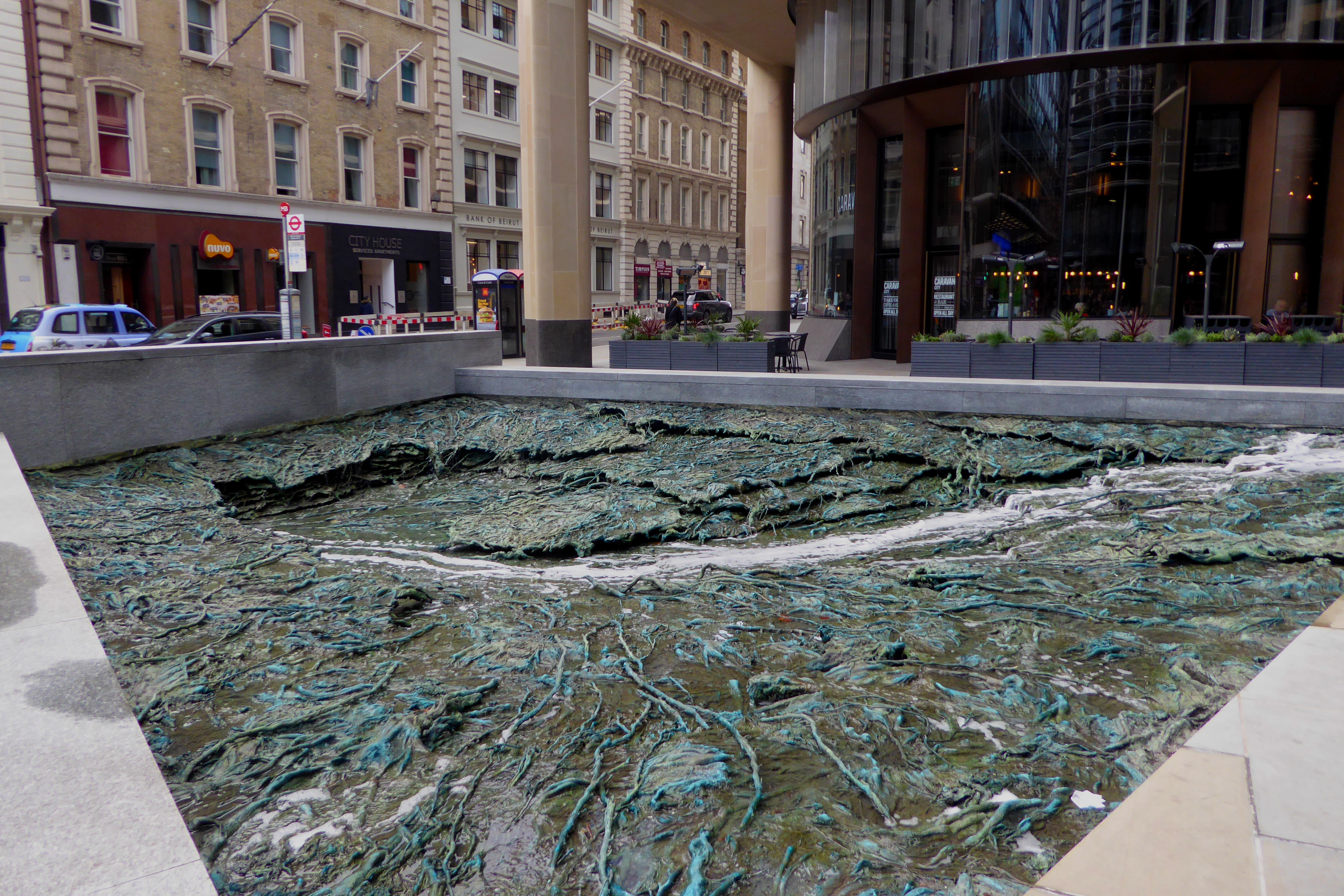
Forgotten Streams in London

Iglesias begann in den 1980er-Jahren, ihre Werke auszustellen und hat seitdem an mehr als 60 Einzel- und Gruppenausstellungen in Europa, Nordamerika und Japan teilgenommen. Ihre Werke werden gelegentlich auch im öffentlichen Raum ausgestellt, z. B. 2000 in Umeå in Schweden, 2019 auf der Isla de Santa Clara vor San Sebastián und 2020 am Museum of Fine Arts in Houston.

### Einzelausstellungen (Auswahl)
| Jahr                     | Galerie                                                                |
| ------------------------ | ---------------------------------------------------------------------- |
| 1984                     | Galeria Juana de Aizpuru in Madrid                                     |
| 1987                     | CAPC Musée d'art contemporain in Bordeaux                              |
| 1988                     | Kunstverein für die Rheinlande und Westfalen in Düsseldorf             |
| 1991                     | Kunsthalle Bern                                                        |
| 1994                     | Stedelijk Van Abbemuseum in Eindhoven                                  |
| 1997                     | Solomon R. Guggenheim Museum in New York                               |
| 1998                     | Museo Reina Sofía, Palacio de Velázquez, Parque del Retiro, Madrid     |
| 1999                     | Museo Guggenheim in Bilbao                                             |
| 2003                     | Irish Museum of Modern Art in Dublin                                   |
| 2006                     | Museum Ludwig in Köln                                                  |
| 2007                     | Instituto Cervantes in Paris                                           |
| 2007                     | Portón-pasaje, Museo del Prado in Madrid                               |
| 2013                     | Museo Reina Sofía in Madrid und Metropolitan Museum of Art in New York |
| 2016                     | Musée de Grenoble in Grenoble                                          |
| Oktober 2018 - März 2019 | Centro Botín in Santander                                              |
| 2021                     | Skulpturenhalle in Neuss                                               |

### Gruppenausstellungen (Auswahl)
| Jahr                       | Ausstellung                                                                        |
| -------------------------- | ---------------------------------------------------------------------------------- |
| 1984                       | Rosc '88: The Poetry of Vision in Dublin                                           |
| 1986                       | Spanischer Pavillon, Biennale di Venezia                                           |
| 1993                       | Spanischer Pavillon, Biennale di Venezia                                           |
| 1990                       | 18. Sydney Biennale                                                                |
| 1991                       | Metropolis, Martin-Gropius-Bau in Berlin                                           |
| 1993                       | The Sublime Void, Koninglijke Museum voor Schone Kunsten in Amsterdam              |
| 1995                       | Carnegie International in Pittsburgh                                               |
| 1999                       | Haus am Waldsee in Berlin                                                          |
| 2000                       | Carnegie International, Carnegie Museum of Art, Pittsburgh                         |
| 2000                       | Expo 2000 in Hannover                                                              |
| 2002                       | Happiness, Mori Art Museum in Tokyo                                                |
| 2005                       | Big Bandat, Centre Pompidou in Paris                                               |
| 2006                       | SITE in Santa Fe                                                                   |
| 2010                       | Robbrecht and Daem: Pacing Through Architecture, Whitechapel Art Gallery in London |
| 2011                       | Folkestone Triennial                                                               |
| 2013                       | Biennale of Sydney                                                                 |
| 2018                       | El poder del arte, Museo Reina Sofía in Madrid                                     |
| 2019                       | Galería Presenҫa in Oporto                                                         |
| 2019                       | Museum of Fine Arts in Houston                                                     |
| Oktober 2022 bis März 2023 | Musée de Grenoble                                                                  |